# Emile Huet
Emile Armand Louis Huet (Ghlin, 2 maart 1849 - Doornik, 29 januari 1914) was een Belgisch senator.

## Levensloop
Huet studeerde het notariaat aan de ULB en werd notaris (1879). Hij werd provincieraadslid voor Henegouwen (1891-1896).
In 1896 werd hij verkozen tot liberaal senator voor het arrondissement Doornik en vervulde dit mandaat tot in januari 1914.